# Робсон, Бобби
Сэр Ро́берт Уи́льям (Бобби) Ро́бсон (англ. Robert William "Bobby" Robson; 18 февраля 1933, Сакристон, графство Дарем — 31 июля 2009) — английский футболист и футбольный тренер.

## Биография и футбольная карьера
За 20 лет своей профессиональной карьеры Робсон выступал на позиции нападающего всего за 3 клуба: «Фулхэм», «Вест Бромвич Альбион» и канадский «Ванкуверс Роялз». Сыграл 20 матчей за сборную Англии, забил в них 4 гола; принимал участие в чемпионатах мира 1958 и 1962 годов.
После окончания карьеры футболиста стал известным тренером. После 13 лет работы с «Ипсвичем» в 1982 году возглавил сборную Англии, которой руководил на чемпионатах мира 1986 и 1990 годов, а также на чемпионате Европы 1988 года. На чемпионате мира 1990 года англичане были очень близки к выходу в финал, но уступили в полуфинале в серии пенальти сборной ФРГ. В 1990-е годы, несмотря на проблемы со здоровьем (в 1991 году врачи нашли у Робсона рак), успешно руководил различными европейскими клубами, выигрывал чемпионаты Нидерландов и Португалии, с «Барселоной» (в единственный сезон, когда за неё выступал Роналдо) завоевал Кубок обладателей Кубков 1996/97. Последним клубом Робсона был «Ньюкасл Юнайтед», который он покинул в 2004 году.
С 1994 года с Робсоном работал сначала в качестве переводчика, а затем и ассистента известный впоследствии тренер Жозе Моуринью, в становлении которого Робсон принял серьёзное участие. В своей автобиографии Моуринью вспоминал: «Я очень многим ему обязан. Я был никем в футболе, когда он прибыл в Португалию. Благодаря ему я поработал в здешних грандах, благодаря ему оказался в одном из самых именитых клубов мира. Именно Робсон продемонстрировал мне, каким должен быть топ-тренер».
В 2002 году за достижения в футболе Бобби Робсон был удостоен рыцарского титула. Он входил в Зал славы английского футбола и являлся почётным президентом клуба «Ипсвич Таун».
До ноября 2007 года являлся консультантом главного тренера сборной Ирландии Стива Стонтона. В последние годы жизни занимал почётную должность вице-президента Ассоциации футбольных менеджеров английской лиги (англ. League Managers Association).

## Тренерская статистика
| Фулхэм              | Англия     | 27 января 1968  | 17 ноября 1968  | 20   | 4   | 4   | 12  | 20,00 |
| Ипсвич Таун         | Англия     | 18 января 1969  | 17 мая 1982     | 688  | 302 | 171 | 215 | 43,90 |
| Сборная Англии      | Англия     | 7 июля 1982     | 7 июля 1990     | 93   | 47  | 28  | 18  | 50,54 |
| ПСВ                 | Нидерланды | 1 июля 1990     | 30 июня 1992    | 80   | 52  | 18  | 10  | 65,00 |
| Спортинг (Лиссабон) | Португалия | 1 июля 1992     | 7 декабря 1993  | 57   | 32  | 13  | 12  | 56,14 |
| Порту               | Португалия | 30 января 1994  | 13 июля 1996    | 117  | 81  | 25  | 11  | 69,23 |
| Барселона           | Испания    | 14 июля 1996    | 30 июня 1997    | 60   | 39  | 12  | 9   | 65,00 |
| ПСВ                 | Нидерланды | 1 июля 1998     | 30 июня 1999    | 47   | 24  | 11  | 12  | 51,06 |
| Ньюкасл Юнайтед     | Англия     | 1 сентября 1999 | 29 августа 2004 | 253  | 119 | 63  | 71  | 47,04 |
| Всего               | Всего      | Всего           | Всего           | 1415 | 700 | 345 | 370 | 49,47 |

## Достижения

### В качестве тренера
«Ипсвич Таун»
- Кубок Тексако: 1973
- Кубок Англии: 1977/78
- Кубок УЕФА: 1980/81

ПСВ
- Чемпионат Нидерландов: 1990/91, 1991/92

«Порту»
- Чемпионат Португалии: 1994/95, 1995/96
- Кубок Португалии: 1993/94

«Барселона»
- Суперкубок Испании: 1996
- Кубок Испании: 1996/97
- Кубок обладателей кубков: 1996/97

Сборная Англии
- Кубок Роуза: 1986, 1988, 1989

### Личные
- Тренер месяца английской Премьер-лиги: февраль 2000, август 2000, декабрь 2001, февраль 2002, январь 2003, октябрь 2003
- Обладатель награды АФЖ за заслуги перед футболом: 1992
- Обладатель Награды президента УЕФА: 2002
- Введён в Зал славы английского футбола: 2003
- Награда ПФА за заслуги перед футболом: 2003